# Beni Semiel
Beni Semiel là một đô thị thuộc tỉnh Tlemcen, Algérie. Dân số thời điểm năm 2002 là 4.048 người.